# Преоре
Преоре (італ. Preore) — колишній муніципалітет в Італії, у регіоні Трентіно-Альто-Адідже,  провінція Тренто. З 1 січня 2016 року Преоре є частиною новоствореного муніципалітету Тре-Вілле.
Преоре розташоване на відстані близько 490 км на північ від Рима, 28 км на захід від Тренто.
Населення — 413 осіб (2014).
Щорічний фестиваль відбувається 22 липня. Покровитель — Santa Maria Maddalena.

## Демографія
Населення за роками:

Станом на 31 грудня 2014 року в муніципалітеті офіційно проживало 11 іноземців з 5 країн, серед них 3 громадяни країн Євросоюзу.

## Сусідні муніципалітети
- Борго-Ларес
- Монтаньє
- Раголі
- Тіоне-ді-Тренто
- Порте-ді-Рендена